# Rodney E. Hero
Rodney E. Hero (* 1953) ist ein US-amerikanischer Politikwissenschaftler und Professor an der University of California, Berkeley. Er amtierte 2014/15 als Präsident der American Political Science Association (APSA).
Hero machte 1975 sein Bachelor-Examen im Fach Regierungslehre an der Florida State University. 1976 folgte der Master-Abschluss an der Purdue University, wo er 1980 für das Fach Politikwissenschaft zum Ph.D. promoviert wurde. Nach Stationen an der University of Colorado Colorado Springs (Assistant Professor und Associate Professor), der Arizona State University (Associate Professor) und der University of Colorado-Boulder (Associate Professor) war er erst Professor für Politikwissenschaft an der University of Notre Dame und seit 2010 an der University of California, Berkeley. Seine politikwissenschaftlichen Spezialgebiete sind „Rasse/Ethnie und Politik“ sowie das Regierungssystem der Vereinigten Staaten und „Politics und Policy“.
2023 wurde Hero in die American Academy of Arts and Sciences gewählt.

## Schriften (Auswahl)
- Mit Robert R. Preuhs: Black-Latino relations in U.S. national politics. Beyond conflict or cooperation. Cambridge University Press, Cambridge 2013, ISBN 978-1-10703-0-459.
- Racial diversity and social capital. Equality and community in America. Cambridge University Press, New York 2007, ISBN 978-0-52187-551-6.
- Faces of inequality. Social diversity in American politics. Oxford University Press. New York 1998, ISBN 019511714X.
- Latinos and the U.S. political system. Two-tiered pluralism. Temple University Press, Philadelphia 1992, ISBN 0877229090.